# 福山市本通・本通船町商店街
福山市本通・本通船町商店街（ふくやましほんどおり・ほんどおりふなまちしょうてんがい）は、広島県福山市にある商店街。
福山城・福山駅の東へ約500mに位置する、連続する2つの買回り型商店街。北浜通り（市道福山駅大門線）を挟んで北側の今町・笠岡町にあるのが「本通商店街」、南側の船町が「本通船町商店街」になる。延長は南北に約440m、北端がJR山陽本線/山陽新幹線の高架、南端が国道2号に接する。
かつてアーケードで一つにつながっていたが老朽化により撤去、「とおり町Street Garden」として再整備された。

## 沿革

### 初期
福山は、元和8年（1622年）水野勝成が福山城を築いてから始まる。城下町が整備され、城の東側は町人町が形成され、この地一帯は商業・市場町となった。城の外堀と瀬戸内海とは入川（入江）で結ばれ、木綿市が立っていた所に寛永18年（1641年）木綿橋が架けられた。現在同じ位置にモニュメントとして残っている。また城下では初期から上水道（福山上水）が整備されており、この筋の地面中央には土管あるいは木管が埋設され各家に上水が供給されていた。
菅茶山『福山志料』には、この筋を通町という、との記載がある。
明治24年（1891年）山陽本線福山駅が開業、鉄道敷設により通りの北端が確定した。

### アーケード通り
本通りは商業の中心地であったという。本通りに最初にアーケードが完成したのは1928年（昭和3年）になる。この時点では入川は存在しており、1938年（昭和13年）埋め立てられ木綿橋も撤去され、2つの商店街が陸続きとなった。1945年（昭和20年）福山大空襲により壊滅的な被害を受ける。
1951年（昭和26年）本通アーケード、1956年（昭和56年）本通船町アーケードが完成した。以降何度か更新している。
1960年代以降福山市の急激な人口増加によって駅前への大型商業施設進出が続き、それに対抗するためそれぞれで商店街振興組合を設立する。元旦朝市、土曜夜店、七夕まつりなど独自のイベントも興した。ただ1990年代に入り郊外型店舗の増加により駅前の優位性が低下したことで駅前中心地敷地一帯が空洞化していき、2つの商店街もシャッター通り化しつつあった。また2008年時点でアーケードは築30年に達し老朽化しており、船町周辺で落下事故も発生していた。

### とおり町Street Garden
2009年地域商店街活性化法施行、その前後で2つの商店街は老朽化したアーケードと商店街活性化に向けて動き出す。そしてリニューアル事業「とおり町Street Garden」を発足した。

## 主な店舗・施設
活性化に向けては、コミュニティをテーマとした店舗の誘致やイベント・研修事業を行っている。
- とおり町交流館
- 船町郵便局

### 景観
アーケード老朽化により今後どうするか話し合った中で、アーケードに愛着のあるものが多くいたことがわかった。また電線の地下埋設は市側の事情により工事が先送りされることが確定していた。そういう条件下でリニューアルが行われた。
具体的にはアーケード屋根を撤去し代わりに7000本ものワイヤーを吊るした。路面緑化することで、緑で電線を隠すようにした。また車道を片側通行とし公園道路として整備した。
2017年グッドデザイン金賞、同年土木学会デザイン賞優秀賞受賞。

## 交通
- 鉄道
  - JR福山駅から徒歩10分[2]
- バス
  - 本通り・木綿橋・南本通りバス停下車すぐ[2]
- 周辺にはコインパーキング場が複数ある[2]